# Řád svaté Alžběty
Řád svaté Alžběty (alžbětinky, latinsky Sorores hospitalariæ sanctæ Elisabethæ - OSE) je katolický ženský terciární řeholní řád, jeho patronkou je svatá Alžběta Durynská.

## Dějiny řádu

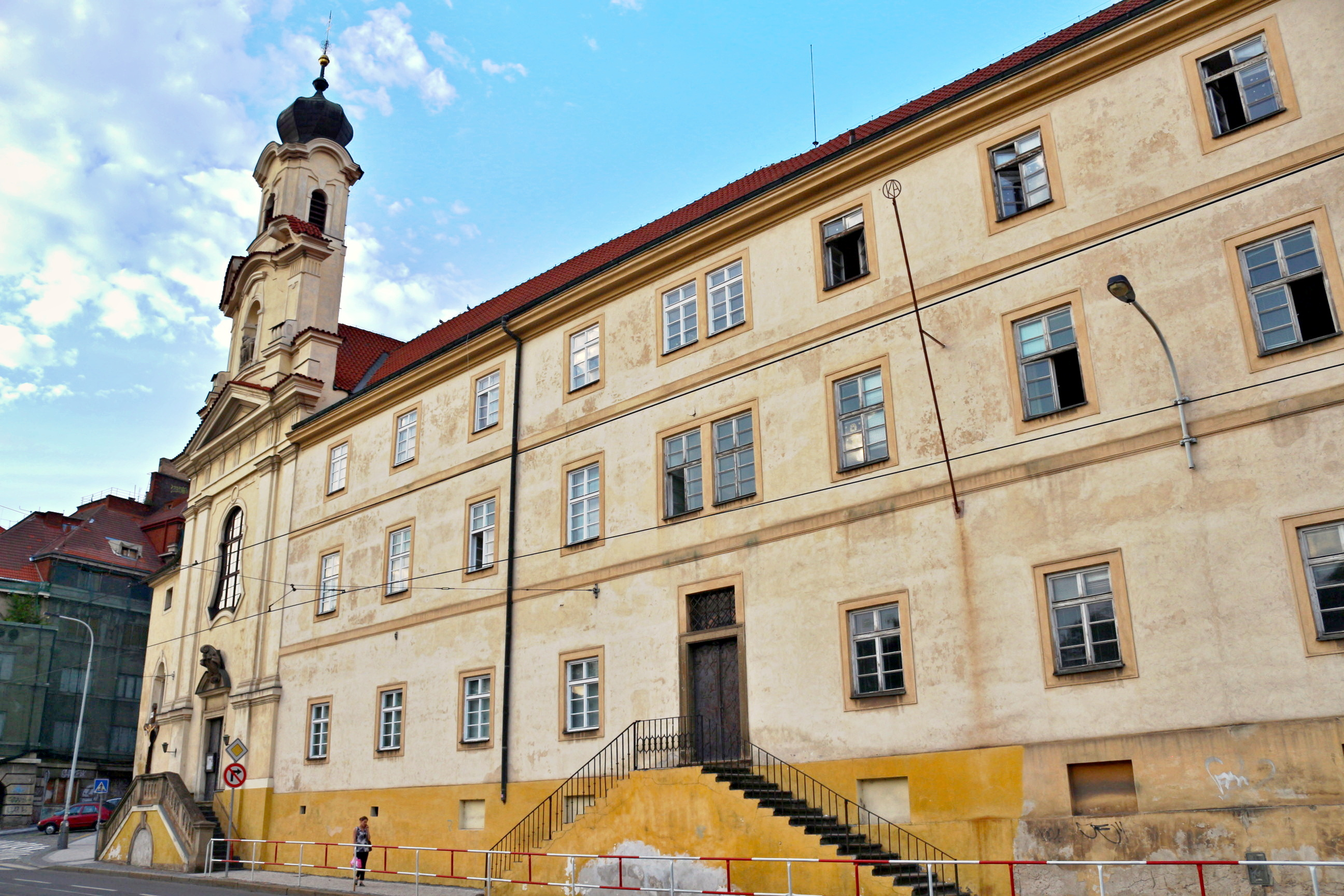
Klášter a nemocnice svaté Alžběty s kostelem Panny Marie Sedmibolestné na Novém Městě pražském

Kláštery sester alžbětinek jsou založené na myšlence terciárních řádů (tercius ordo), sdruženích laiků. Koncem 13. století se mezi členy i členkami terciárního řádu sv. Františka budí touha po dokonalejším křesťanském životě. Začínají vést společný život v přísné klauzuře a vytvářejí uzavřená společenství. Papež Lev X. v roce 1521 zavádí pravidla pro společnosti terciárního řádu sv. Františka, kteří žijí společně. Členové tohoto řádu skládají řeholní sliby čistoty, chudoby a poslušnosti.
Zakladatelkou tohoto řádu sv. Alžběty je Apolonie Radermecherová, představená nemocnice v Cáchách. Jejím cílem bylo povznést ošetřování nemocných službou řeholních sester. Spolu s několika dívkami, které se k ní připojily, zreformovala městský špitál, při kterém stál kostel sv. Alžběty, budoucí patronky všech sester alžbětinek. V roce 1627 v Kolíně nad Rýnem bylo toto nové společenství právoplatně přivtěleno k řádu františkánů - observantů a v roce 1631 potvrzeno jako řád se slavnými sliby.
Od jedné z prvních cášských filiací, Dürenu (založeno roku 1650), vznikl konvent ve Štýrském Hradci (1690), jehož sestry založily konvent ve Vídni (1709). Od vídeňského kláštera potom vzniklo množství filiací v zemích Koruny české (Praha 1719, Vratislav 1736, Bratislava 1738, Kadaň 1743, Brno 1749, Jablunkov 1850).
30. prosince 1929 se pět autonomních československých klášterů (Praha, Bratislava, Brno, Kadaň a Jablunkov) spojilo v konfederaci a bylo začleněno do řádu menších bratří. Vlastní statut terciárních alžbětinek sv. Františka stvrdil Svatý stolec 17. června 1931.

## Principy řádu
Všeobecným cílem řádu je zachovávat 3 řeholní sliby terciárního řádu sv. Františka. Hlavním posláním řeholnic je ošetřovat nemocné a poskytovat pomoc potřebným a chorým v nemocnicích, které byly zakládány při všech konventech. Řád se řídí III. řeholí svatého Františka a má svoje vlastní statuta.
Jednotlivé konventy jsou samostatné. V čele stojí Matka představená (Matka generální), která je hlavní vedoucí kláštera a zároveň přijímá i nové čekatelky do svého kláštera. Po příchodu vstupuje čekatelka do postulátu, což je zkušební doba, která trvá nejméně 6 měsíců. V této době uchazečka poznává řeholní život a účastní se všech činností v klášteře. Klášter jí poskytuje poznání života sester s výkladem regule a teoretickou průpravu, spočívající v obeznámení se s řádovými a klášterními předpisy. Po uplynutí této doby vstupuje postulantka při obřadu obláčky, oděna v bílé šaty a závoj, do noviciátu. Bílé šaty symbolizují čistotu. Tímto obřadem se dívka stává nevěstou Kristovou. Po roce se sestra, složením slibů čistoty, chudoby a poslušnosti, stává juniorkou. V juniorátu, jenž trvá 3 roky, následují sliby věčné a sestra svůj život zasvěcuje službě Bohu, církvi a bližním.
Slibem čistoty se řeholnice zříká života v manželství, zachovává celibát, aby se mohla cele obětovat lásce Bohu, a tak mohla nerušeně sloužit svým bližním. Slibem chudoby odmítá veškerý majetek, aby mohla získávat bohatství duchovní a to rozdávat dál. Slib poslušnosti ji zavazuje k zřeknutí se své vůle a plnění jen toho, co je vůle Boží.
Řeholní oděv začíná dívka nosit po obláčce. Alžbětinky nosí skromný černý hábit tvaru kříže a škapulíř téže barvy. Okolo pasu je bílé cingulum se třemi uzly, jako znamením tří slavných slibů. Hlavu zahaluje v noviciátu bílý, pak černý závoj, který řeholnice nosí na znamení zřeknutí se světské krásy.
Heslem sester alžbětinek je heslo sv. Alžběty Durynské: „Naší povinností je činit druhé radostnými.“